# Llanfyllin
Llanfyllin est une petite ville de marché et une communauté du Powys, au pays de Galles.

## Géographie
Llanfyllin est située dans le nord du Powys, dans le comté historique du Montgomeryshire, sur la route entre Welshpool et Bala. Elle est traversée par la Cain (en), un affluent de la Vyrnwy.

## Démographie
Au recensement de 2011, la communauté de Llanfyllin comptait 1 532 habitants.